# دوراه
دوراه، روستایی از توابع بخش مرکزی شهرستان بوانات در استان فارس ایران است.

## جمعیت
این روستا در دهستان سیمکان قرار دارد، و براساس سرشماری مرکز آمار ایران در سال ۱۳۸۵، جمعیت آن ۲۳۳ نفر (۵۷خانوار) بوده‌است.